# Martin Eriksson
Martin Eriksson (* 15. června 1971, Stockholm) je bývalý švédský atlet, tyčkař.
Na halovém mistrovství Evropy ve Stockholmu v roce 1996 skončil na pátém místě (570 cm) . O rok později se umístil na halovém MS v Paříži na desátém místě. Na mistrovství světa 1997 v Athénách skončil ve finále devátý. V roce 1999 se stal vítězem mítinku Pražská tyčka.
Největší úspěch své kariéry zaznamenal v roce 2000 na halovém ME v belgickém Gentu, kde získal za výkon 570 cm stříbrnou medaili. V témž roce reprezentoval na letních olympijských hrách v Sydney, kde však nepostoupil z kvalifikace. V roce 2001 postoupil na světovém šampionátu v Edmontonu do finále, kde obsadil dvanácté místo.